# Martin Claus (Prähistoriker)
Martin Claus (* 8. September 1912 in Eckolstädt; † 2. Januar 1996 in Nienburg/Weser) war ein deutscher Prähistoriker und von 1964 bis 1974 niedersächsischer Landesarchäologe.

## Leben
Martin Claus verlebte seine Jugend in Thüringen und legte 1932 in Bad Salzungen das Abitur ab. Anschließend studierte er Ur- und Frühgeschichte an den Universitäten Königsberg, Jena und Marburg, wo er dem Verband der Vereine Deutscher Studenten beitrat. Sein Studium wurde vom Reichsarbeitsdienst unterbrochen. 1939 promovierte Claus zum Dr. phil. an der Universität Jena, wo er eine Stelle als wissenschaftlicher Mitarbeiter innehatte. Im Jahr 1942 erschien in Jena seine Dissertation zum Thema „Die Thüringische Kultur der älteren Eisenzeit“.
Im Zweiten Weltkrieg war er ab 1940 Marineartillerist bei der Kriegsmarine und wurde im Kriegsverlauf dreimal verwundet. In Norwegen geriet er in Kriegsgefangenschaft. Im Nachkriegsdeutschland folgte nach einer Phase der Arbeitslosigkeit und einem Maurerpraktikum eine kurze Anstellung als wissenschaftlicher Hilfsarbeiter. Dabei war er für das Zonal Fine Arts Repository im Schloss Celle tätig.
1948 erhielt Martin Claus eine Anstellung beim Niedersächsischen Landesmuseum in Hannover, wo er 1959 Kustos und 1961 Leiter der neu gegründeten Abteilung für ur- und frühgeschichtliche Denkmalpflege wurde. Als 1964 im Niedersächsischen Landesverwaltungsamt ein Dezernat für Bodendenkmalpflege gegründet wurde, wurde ihm die Leitung übertragen. 1965 wurde er zum Landesarchäologen ernannt. Unter ihm entwickelte sich in Niedersachsen eine lebhafte Ausgrabungstätigkeit. Er einte das durch den Krieg zerrissene Netz der ehrenamtlichen Helfer in der Bodendenkmalpflege. Trotz seiner Leitungsfunktionen führte er Ausgrabungen durch, wie zum Beispiel an der Pipinsburg bei Osterode am Harz und der Pfalz Pöhlde. Außerdem untersuchte er in den Jahren 1956 bis 1960 das Galeriegrab von Sorsum, das 1955 bei Steinbrucharbeiten entdeckt worden war.
Claus gehörte 1970 zu den Gründungsmitgliedern der Archäologischen Kommission für Niedersachsen. Er war langjähriges Mitglied der Römisch Germanischen Kommission des Deutschen Archäologischen Instituts. Durch die Gebietsreform in Niedersachsen wurde 1974 die Stelle des Landesarchäologen in das Niedersächsische Ministerium für Kunst und Wissenschaft verlagert, wo er als Referent am Entwurf des Niedersächsischen Denkmalschutzgesetzes (1978) mitwirkte.
Die Publikationstätigkeit belebte Martin Claus unter anderem durch die Einführung der Reihe Materialhefte zur Ur- und Frühgeschichte Niedersachsens.

## Schriften (Auswahl)
- Die Thüringische Kultur der älteren Eisenzeit. (Grab-, Hort- und Einzelfunde). Diederichs, Jena 1940 (erschien 1942 auch als: Irmin. Vorgeschichtliches Jahrbuch des Germanischen Museums der Friedrich-Schiller-Universität Jena. Bd. 2/3, 1940/1941 (1942), ZDB-ID 219335-8; zugleich: Jena, Universität, Dissertation, 1939).
- Pöhlde, Kreis Osterode (= Wegweiser zur Vor- und Frühgeschichte Niedersachsens. Heft 5, ZDB-ID 186273-X). Lax, Hildesheim 1971.
- Archäologie im südwestlichen Harzvorland (=  Wegweiser zur Vor- und Frühgeschichte Niedersachsens. Heft 10). Lax, Hildesheim 1978, ISBN 3-7848-1910-9.
- Die Pipinsburg bei Osterode am Harz. Niedersächsisches Landesverwaltungsamt, Hannover 1986.
- Palithi. Die Ausgrabungen an der Wallburg König Heinrichs Vogelherd bei Pöhlde (Stadt Herzberg im Harz, Landkreis Osterode am Harz) (= Materialhefte zur Ur- und Frühgeschichte Niedersachsens. 23). Theiss, Stuttgart 1992, ISBN 3-8062-1068-3.